# Call of Duty 4: Modern Warfare
Call of Duty 4: Modern Warfare, comunament conegut com a COD4, és un videojoc bèl·lic d'acció en primera persona desenvolupat per Infinity Ward per la Xbox 360, PS3, Nintendo DS i PC. És el vuitè de la saga Call of Duty. El videojoc va ser llançat als Estats Units el 6 de novembre de 2007 i a Europa el 9 de novembre de 2007. La banda sonora original, ha sigut escrita per Harry Gregson-Williams i Stephen Barton.